# Ісраїлов Каар
Каар Ісраїлов (15 лютого 1905, село Джен-Джеган, тепер Ошської області, Киргизстан — 17 липня 1979, місто Кизил-Кія, тепер Киргизстан) — радянський киргизький діяч, новатор виробництва, шахтар-кріпильник шахти № 4—4-біс тресту «Кизил-Кіявугілля» Киргизької РСР. Депутат Верховної ради СРСР 4-го скликання.

## Життєпис
Народився в родині бідного селянина. До 1926 року працював у власному сільському господарстві.
З 1926 року — робітник, з 1928 року — шахтар на шахтах Кизил-Кія. Брав участь у будівництві залізниці до шахти, працював вибійником.
З 1940-х років — шахтар-кріпильник шахти № 4—4-біс тресту «Кизил-Кіявугілля» Киргизької РСР. Систематично перевиконував норми праці.
Потім — на пенсії. Помер 17 липня 1979 року.

## Нагороди
- орден Трудового Червоного Прапора
- медаль «За доблесну працю у Великій Вітчизняній війні 1941—1945 рр.» (1945)
- медалі